# Sangi
Il Sangi (参議?, Consigliere associato) era una delle cariche governative nel Daijō-kan, l'organo più alto della corte imperiale giapponese. Era un funzionario non ufficiale, equivalente a un vice ministro (suke) e secondo il sistema dei gradi governativi, originariamente era classificato come jushi-i no ge (従四位下?, Quarto rango junior, grado inferiore). Questa posizione era, a quel tempo, la carica ufficiale di rango più basso nel più alto livello decisionale della corte imperiale giapponese, nonché la carica più bassa della classe ministeriale.
Nei ranghi della burocrazia imperiale, i Sangi si collocavano tra gli Shōnagon (consiglieri minori) e coloro con ruoli più strettamente definiti, come i Sadaiben e gli Udaiben che erano gli amministratori incaricati della supervisione degli otto ministeri del governo.
Dopo la Restaurazione Meiji del 1868, il governo Meiji ristabilì il sistema Daijō-kan e fu ristabilita anche la posizione di Sangi, e il suo potere era ancora molto grande. Tuttavia, il sistema durò solo circa 16 anni prima di essere abolito a causa dell'istituzione del gabinetto.

## Storia

### Consiglieri del sistema Ritsuryo
Durante il regno dell'imperatore Monmu, più o meno nello stesso periodo in cui fu promulgato il Codice Taihō, il 21 maggio 702, fu istituita la posizione di Sangi ma non era una posizione ufficiale. A quel tempo, c'erano un totale di 5 persone nominate sangi che aiutarono l'imperatore Mommu a formulare una serie di sistemi Ritsuryo per rendere il Giappone un paese centralizzato.
Nel 731 (terzo anno di Tenpyō), il Giappone istituì ufficialmente la posizione di Sangi come funzionario. Nell'807 (secondo anno dell'era Daidō), i consiglieri furono temporaneamente aboliti dall'imperatore Heizei, ma furono reintegrati nell'810 (primo anno dell'era Kōnin). Normalmente, venivano nominati otto sengi, quindi erano anche chiamati Hachiza (八座?, "Otto Seggi") o Ya kura no Tsukasa (やくらのつかさ?, "Ministri degli otto seggi"). Tuttavia, il numero specifico di sengi non era strettamente regolamentato ed era soggetto al decreto dell'imperatore.
Tra i sangi più famosi di questo periodo sono noti:
- Ono no Takamura (802-853): un nobile del primo periodo Heian, apparteneva al clan Ono, un famoso funzionario, sinologo e poeta. Raggiunse il rango di Terzo grado junior.
- Shimazu Yoshihiro (1535-1619): un daimyō e famoso comandante militare durante il periodo degli Stati Combattenti. Fu il 17º capo del clan Shimazu del dominio di Satsuma. Fu consigliere junior di quarto grado e maggiore generale del Sakon Egon.

### Consiglieri dell'era Meiji
Dopo la Restaurazione Meiji, nel luglio 1869, il governo Meiji ristabilì il sistema Daijō-kan e venne ripristinata anche la carica di sangi. Come membro del gabinetto del governo Meiji, il suo status era superiore a quello dei ministri di rango ancora più elevato del daijō-kan, come il Daijō-daijin (cancelliere), il Sadaijin (ministro della sinistra) e l'Udaijin (ministro della destra), poiché di solito non avevano alcun potere reale. Pertanto il sangi spesso agiva come capo del governo per guidare i dipartimenti governativi.
Il sistema daijō-kan fu abolito nel 1885 (Meiji 18) e fu istituito un nuovo sistema di gabinetto, mentre i consiglieri furono aboliti. Il governo del Giappone era ora organizzato con il Primo Ministro come unico capo, sia di nome che di fatto. Il primo Primo Ministro nella storia giapponese fu Itō Hirobumi.